# Daniel Henshall
Daniel Henshall, född  9 augusti 1982 i Sydney, är en australisk skådespelare.
Henshall har bland annat medverkat i TV-serierna Turn (2014-2017), Defending Jacob från 2020 och Savage River från 2022. Han har även medverkat i filmen A Sunburnt Christmas från 2020 och Mickey 17 med planerad premiär 2024.

## Filmografi (i urval)
- 2014-2017: Turn
- 2020: Defending Jacob
- 2020: A Sunburnt Christmas
- 2022: Savage River
- 2024: Mickey 17